# Assert.h
assert.h é um cabeçalho da biblioteca padrão do C. Este cabeçalho traz a definição da macro assert() que implementa uma asserção, utilizada para verificar suposições feitas pelo programa. Sempre que a expressão passada como argumento é falsa (igual a zero) então a macro escreve uma mensagem na saída padrão de erro e termina o programa chamando abort().
Através da macro é possível diagnosticar problemas através da informação impressa pela macro que contém o nome do arquivo fonte, a linha do arquivo contendo a chamada para a macro, o nome da função que contém a chamada e o texto da expressão que foi avaliada.
Tal mecanismo pode ser desabilitado sem realizar mudanças no código-fonte. Com a definição da macro NDEBUG, assert() não gera código útil e passa a não ter efeito.